# Anticolinergico
Gli anticolinergici sono una classe di farmaci in grado di antagonizzare gli effetti fisiologici dell'acetilcolina. 
Appartengono a questa classe di farmaci:
- Antagonisti del recettore muscarinico: chiamati "parasimpaticolitici", poiché inibiscono l'azione del sistema nervoso parasimpatico sugli organi bersaglio, o anche "atropinici" poiché possiedono azione simile all'atropina; sono inibitori dei recettori muscarinici dell'acetilcolina, agiscono quindi a livello postgangliare.
- Antagonisti del recettore nicotinico: sono inibitori del recettore nicotinico dell'acetilcolina e agiscono inibendo l'azione dei gangli del sistema nervoso autonomo (ganglioplegici) o a livello della placca neuromuscolare causando la paralisi dei muscoli scheletrici coinvolti.

## Anticolinergici di utilizzo comune
- Anti-muscarinici
  - Atropina
  - Benztropina
  - Biperidene
  - Ipratropio
  - Ossitropio
  - Tiotropio
  - Glicopirrolato
  - Ossibutinina
  - Tolterodina
  - Clorfeniramina
  - Difenidramina
  - Dimenidrinato
  - Orfenadrina
  - Pipetanato etobromuro
  - Triexifenidilo
  - Diciclomina

- Anti-nicotinici
  - Bupropione
  - Esametonio
  - Tubocurarina
  - Destrometorfano
  - Mecamilamina
  - Doxacurio